# Сестри Бронте
Сестрите Бро̀нте (на английски: Brontë, /ˈbrɒnti/) са английски писателки и поетеси от 19 век. Техните произведения са признати като класически шедьоври от Викторианската епоха в английската литература.

## Предистория
Шарлот Бронте, Емили Бронте и Ан Бронте са дъщери на англиканския духовник и писател Патрик Бронте и неговата съпруга Мария Брануел.
Първото дете на семейството, Мария Бронте, се ражда на 23 април 1814 г. На 6 май 1825 г., едва единадесет годишна, тя умира от туберкулоза. Почти идентична е съдбата и на втората дъщеря, Елизабет Бронте, родена през 1815 г. и починала малко след Мария – на 15 юни 1825 г.
Третата дъщеря е Шарлот, а след нея, на 26 юни 1817 г. на бял свят се появява Патрик Брануел, единствената мъжка рожба в семейство Бронте. Патрик, когото всички наричат Брануел, е талантлив художник с развит усет и към литературата. Написва самостоятелно няколко поеми и участва в писането на сборните разкази на неговите сестри. По-късно се пристрастява към алкохола и опиатите и умира на 24 септември 1848 г., когато е на 31 години.
Последните две деца в семейство Бронте са Емили Джейн и Ан. Майката, Мария Бронте, умира от рак, когато Ан е едва на година и половина. След нейната смърт в къщата на семейство Бронте идва нейната сестра, Елизабет Брануел, която поема закрилата над децата.

## Литературни кариери
Още от малки, любимото и единствено занимание на сестрите Бронте е четенето на книгите, с които разполага домашната библиотека на техния баща. По-късно те започват сътворяването на измислици, развиващи се в несъществуващи светове. През декември 1827 г. креативният им дух ги подтиква към писането на истории, като първата от тях се развива в измисления африкански континент „Глас Таун“, а втората – в империята Ангрия. След заминаването на Шарлот, Ан и Емили измислят „Гондал“ – островен континент в Тихия океан, управляван от жена. В началото тези истории са написани аматьорски, без употребата на пунктуация, в книжни миниатюри, където текстовете са смесени с илюстрации и скици, свързани с историята. С течение на времето и съзряването на момичетата, историите започват да придобиват по-завършен вид.
През май 1846 г. Шарлот, Ан и Емили, със собствени средства, финансират издаването на авторски сборник със стихове под мъжките псевдоними Кюрър, Актън и Елис Бел, тъй като по това време не се смята за благочестиво и уместно жени да се занимават с писателска дейност. Въпреки че сборникът продава едва две копия, вместо да се поддадат на разочарованието, трите сестри започват интензивна работа над своите първи романи и само месец по-късно те изпращат пакет с три ръкописа до няколко лондонски издателства. В него се съдържат „Учителят“ на Шарлот, „Агнес Грей“ на Ан и „Брулени хълмове“ на Емили. Всички издатели отказват „Учителят“. „Агнес Грей“ и „Брулени хълмове“ са одобрени. Шарлот обаче не се отказва и за отирицателно време написва „Джейн Еър“. Ръкописът бива мигновено одобрен от престижното издателство Smith, Elder & Co. и е издаден веднага, изпреварвайки дори издаването на романите на двете ѝ сестри. Книгата се превръща в бестселър и така издателството поема инициативата да издаде и романите на сестрите на Шарлот. „Агнес Грей“ на Ан се продава добре, но остава в сянката на драматичния „Брулени хълмове“ на Емили, който е в люта конкуренция с „Джейн Еър“ на пазара.

### Шарлот Бронте
В различните автобиографични и исторически сведения Шарлот Бронте е описвана като жена с много остър ум, особено интелигентна, възпитана и дълбоко емоционална, което неминуемо оказва своето отражение в нейното творчество. Тя, като по-голяма и опитна, е и строга наставница и критик в творчески аспект на своите сестри. Писателката издава своя втори роман „Шърли“ едва през 1849 г., тъй като в периода между издаването на предходната книга, „Джейн Еър“, и този момент, Ан, Емили и Брануел умират. Така тя остава единственото живо дете на Патрик Бронте, който впоследствие надживява и нея. „Шърли“ пожънва успех, макар и без да предизвика фурора на „Джейн Еър“. Третото произведение на Шарлот, което е и последното ѝ приживе, е „Вийет“. Подобно на „Джейн Еър“, в книгата Шарлот включва сегменти от своя собствен живот, разказани по художествен начин.
Когато Шарлот Бронте забременява от съпруга си, нейното здраве рязко се влошава вследствие на бременността, и тя умира заедно с нероденото си дете на 31 март 1855 г., на 38-годишна възраст. Две години след смъртта ѝ нейният роман „Учителят“ е публикуван. Същата година, по молба на баща ѝ, нейната приятелка и друга легендарна английска писателка – Елизабет Гаскел – написва и публикува подробна биографична книга за писателката, наречена „Животът на Шарлот Бронте“.

### Ан Бронте
След като „Агнес Грей“, въпреки добрите продажби, остава в сянката на „Джейн Еър“ и „Брулени хълмове“ на нейните сестри, Ан Бронте сътворява шедьовъра „Тайнствената непозната“ (оригиналното заглавие е „The Tenant of Wildfell Hall“, в превод: „Собственичката на Уайлдфел Хол“), който е публикуван през юни 1948 г. Романът пожънва главоломен успех, като за шест седмици всички копия на територията на Великобритания са продадени. В Америка успехът е още по-голям. Критиците от своя страна го определят като „шокиращ“, заради прямотата и детайлизирания начин, по който Ан описва алкохолизма и съпътстващите го разврат и променливи настроения, както и прекалено силният характер на главната героиня, Хелин Хънтингдън, която с поведението си прекрачва границите на женските права по онова време. „Тайнствената непозната“ е определян като изключително амбициозно произведение, като част от мненията на днешните критици сочи, че това е може би най-силният роман, подписан с името Бронте. Това, което отличава най-малката сестра от двете по-големи, е че нейните творби спадат към жанра на реализма, докато творчеството на Шарлот и Емили се класифицира към романтизма.
Ан Бронте умира на 28 май 1849 г. на 29-годишна възраст. Причината днес тя да не бъде така добре помнена както Шарлот и Емили е, че след смъртта на Ан, Шарлот забранява преиздаването на „Тайнствената непозната“, тъй като според нея „изборът на тема е неправилен“. Тя публично заявява също, и че "Това не е тема, с която един неквалифициран автор може да се справи вярно и енергично. Спокойното описание и натуралният патос – това е силната страна на Актън Бел (Ан Бронте). Аз лично предпочитам „Агнес Грей“ пред тази творба". Някои определят тези твърдения на Шарлот като породени от ревност по повод на огромния успех на втората книга на сестра ѝ. Други смятат, че Шарлот е предотвратила преиздаването на „Тайнствената непозната“, за да не бъде запомнена Ан с „вулгарна“ творба. Обективно погледнато обаче това е слаба аргументация, тъй като Шарлот не е попречила на преиздаването на „Брулени хълмове“ на Емили след нейната смърт, независимо че той също е определян от критиката като „скандален“.

### Емили Бронте
Историческите сведния сочат, че Емили е била най-буйното и своенравно дете в семейство Бронте. Тя виждала нещата по свой собствен, различен начин, и никога не се поддавала на чуждо мнение за каквото и да е. Тя крие своите лични ръкописи и първоначално дори не иска да издаде своето произведение „Брулени хълмове“. Но успехът на сестра ѝ Шарлот я окуражава. Творбата е изцяло в стила на самата Емили – готически мрачен, силно драматичен, изпълнен с противоречия и крайности – точно какъвто е бил и нейният характер. Тя бива изгонена от девическото училище, в което не се разбира с никого, като на нейно място отива по-уравновесената Ан.
„Брулени хълмове“ е единственият роман на Емили Бронте. Иновативният стил, изпълнен с крайности, хвърля повечето литературни критици в недоумение. Въпреки първоначалната негативна критика по повод на неморалните страсти и острия език в книгата, впоследствие тя се превръща в класика на английската литература, за каквато продължава да се определя и до днес. Съществуват десетки филмови, театрални и радио адаптации на произведението, предимно концентрирани върху неговата първа част.
След смъртта на Брануел Бронте Емили се разболява от туберкулоза. Въпреки непрекъснатото влошаване на нейното състояние, тя категорично отказва да бъде консултирана от лекар, „който и без това само ще я отрови“. На 19 декември 1848 г. Емили се влошава рязко. Последните ѝ думи са към Шарлот и са нейното съгласие да бъде повикан лекар, но вече е твърде късно. В следобеда на този ден, около 14 часа, Емили умира на 30-годишна възраст, една година след издаването на нейните единствени „Брулени хълмове“, които обаче ще бъдат достатъчни, за да продължат присъствието на нейната личност във вечността.